# المنوب (القفر)

تعديل مصدري - تعديل

المنوب محلة تابعة لقرية نجد ريمان، التابعة لعزلة بني سيف العالي بمديرية القفر إحدى مديريات محافظة إب في الجمهورية اليمنية، بلغ تعداد سكانها 90 حسب تعداد اليمن لعام 2004.